# 尹學謙
尹學謙（1914年—1958年4月8日），安徽巢縣人，曾經擔任蔣緯國裝甲兵旅旅長時第三教導總隊與趙志華分駐教導總隊。，少將師長、陸軍步兵訓練指揮部暨步兵學校校長、裝甲部隊副司令、裝甲兵副司令。

## 生平
長子是著名學者尹士豪，是中原大學前校長，次子尹士俊是生化學家女兒尹士立，妻子尹吳薈瑄。
抗日戰爭英雄，基督徒，民國38年隨蔣中正遷台，黃埔軍軍系，1958年因肺癌逝世。

## 外部連結
- 士子豪情-尹士豪先生紀念集電子書
- 尹學謙先生紀念獎學金[永久]